# 深浦町立深浦小学校
深浦町立深浦小学校（ふかうらちょうりつ ふかうらしょうがっこう）は、青森県深浦町深浦にある公立小学校。略称は深小（ふかしょう）。

## 概要
旧深浦町域を学区とする。町内で最大の小学校であるが、一級へき地学校に認定されている。

## 沿革

### 旧・深浦小学校
- 1873年（明治6年）4月3日 - 神明宮神殿を仮校舎として、第七大学区第十五中学区四番小学が開校[3]。
- 1874年（明治7年） - 「深浦小学」に改称[3]。
- 1877年（明治10年） - 神明宮境内に校舎を落成[3]。
- 1880年（明治13年） - 新校舎を落成し、2学級に編成。
- 1886年（明治19年） - 「深浦尋常小学校」に改称[3]。
- 1896年（明治29年）9月 - 深浦水産補習学校を併設[3]。
- 1897年（明治30年）10月 - 深浦字中沢2番地に新校舎を落成し、移転[3]。
- 1910年（明治43年）4月1日 - 入学式挙行中に2階の一部が崩落し、児童7名が負傷（いずれも軽傷）[4]。
- 1913年（大正2年）4月1日 - 広戸尋常小学校を統合し、広戸分教場へ移行[3]。
- 1914年（大正3年）4月1日 - 追良瀬尋常小学校と三和尋常小学校を統合し、追良瀬分教場と舮作分教場へ移行。三和尋常小学校横磯分教場を当校の分教場に移管[3]。
- 1916年（大正5年）2月11日 - 新校舎を落成[3]。
- 1922年（大正11年）6月1日 - 水産補習学校を廃止し、高等科を開設。「深浦村立深浦尋常高等小学校」に改称[3]。
- 1926年（大正15年）4月1日 - 町制施行に伴い、「深浦町立深浦尋常高等小学校」に改称。
- 1935年（昭和10年）4月 - 青年学校令施行に伴い、深浦青年学校と深浦女子青年学校を併設[5]。
- 1941年（昭和16年）4月1日 - 国民学校令に伴い、「深浦国民学校」に改称[3]。
- 1947年（昭和22年）4月1日 - 学校教育法施行に伴い、「深浦町立深浦小学校」に改称。高等科生を深浦中学校に移籍[3]。
- 1948年（昭和23年）
  - 3月31日 - 長慶平分校の設立が認可。
  - 4月1日 - 追良瀬分校と舮作両分校が、それぞれ追良瀬小学校・舮作小学校として独立[3]。
  - 4月6日 - 長慶平分校を開設[6]。
- 1951年（昭和26年）4月1日 - 広戸分校と横磯分校が、それぞれ広戸小学校・横磯小学校として独立[3]。
- 1952年（昭和27年）12月1日 - 東野分校を開設[3]。
- 1954年（昭和29年）4月1日 - 長慶平分校が長慶平小学校として独立[3]。
- 1962年（昭和37年）
  - 6月27日 - 深浦字虎平73番地に新校舎が落成し、町へ引き渡し。
  - 6月30日 - 新校舎に移転。
  - 8月 - 体育館の建設に着手。
- 1963年（昭和38年）
  - 5月 - 体育館を落成。
  - 6月10日 - 落成式を挙行。
- 1964年（昭和39年）4月1日 - 養護教諭を配置。
- 1968年（昭和43年）
  - 3月19日 - 昭和42年度卒業生より、校門が寄贈。
  - 10月12日 - 校旗を樹立[3]。
- 1971年（昭和46年）
  - 3月 - トイレの改修に着手。
  - 4月末日 - 体育館の床下工事と床板の張替工事に着手。
  - 4月30日 - トイレを改修。
  - 6月30日 - 体育館の床下工事と床板張替工事が完了。
  - 9月20日 - 校門前に防護柵を取付。
- 1973年（昭和48年）9月13日 - 創立100周年記念式典を挙行。
- 1976年（昭和51年）10月 - プールを落成[7]。
- 1988年（昭和63年）
  - 3月24日 - 閉校式を挙行[8]。
  - 3月31日 - 新制の深浦小学校への統合に伴い、閉校[8]。

### 新・深浦小学校
- 1988年（昭和63年）
  - 新校舎を落成[1]。
  - 4月1日 - 新制の深浦小学校として、旧深浦小学校・同校東野分校・艫作小学校・横磯小学校・広戸小学校を統合して開校[8]。
  - 4月7日 - 開校式を挙行[8]。
  - 6月1日 - 校旗を樹立[8]。
  - 6月11日 - 新築落成記念式典を挙行[8]。
  - 10月1日 - グラウンドを整備[8]。
  - 11月27日 - 校歌を制定[8]。
- 1990年（平成2年）5月 - 校舎西側に教材観察園を設置[8]。
- 1991年（平成3年）3月14日 - 校訓を制定[8]。
- 1994年（平成6年）8月11日 - グラウンドを大規模改修[8]。
- 1996年（平成8年）4月1日 - ひまわり学級を設置（2001年3月まで）[8]。
- 1997年（平成9年）9月1日 - コンピューター室を設置[8]。
- 2002年（平成14年）4月1日 - 長慶平小学校を統合[8]。
- 2008年（平成20年）4月1日 - 明道小学校と風合瀬小学校を統合[9]。

## 施設概要
主な施設を掲載。なお、括弧内の面積は延床面積である。
- 校舎（3,448 m2） - 鉄筋コンクリート造3階建て[1]
- 体育館（1,070 m2） - 鉄骨造2階建て[1]
- プール
- 校庭

## 学区
横磯、月屋、広戸、上長慶平、深浦、長慶平、追良瀬、風合瀬（字上砂子川、字中砂子川、字下砂子川、字砂子川）、舮作、驫木

## 進学先の中学校
ほとんどの児童が、学区内の深浦町立深浦中学校に進学する。

## アクセス
- 弘南バス深浦線で、「磯崎橋前」停留所より、
  - 弁天行のりばから、徒歩約520m・約8分。
  - 鰺ヶ沢営業所行のりばから、徒歩約520m・約8分。
- JR東日本五能線深浦駅から、徒歩約1.9km・約30分。
  - 学校敷地から深浦駅まで最短直線距離は約1kmほどだが、学校正門の位置と道路形状の関係で、約2倍の距離となる。

## 周辺
- 深浦町立深浦公民館
- 社会福祉法人西浜福祉会青い鳥保育園 - 進学前保育園のひとつ。
- ふかうら文学館